# William Dear
William Dear est un réalisateur, acteur, scénariste et producteur canadien né le 30 novembre 1943 à Toronto (Canada).

## Biographie
Né en 1944 a Toronto (Ontario, Canada), il fut scénariste, directeur, acteur et producteur pour le cinéma et la télévision dans le milieu des années 1970. Il étudia au Central Michigan University à Mount Pleasant (Michigan) les arts et le théâtre. Il est progressivement devenu directeur de spots publicitaires et de pilotes de série télévisée ("Dinosaurs", "Covington Cross").
Entre 1983 et 1985, il reçut deux Directors' Guild Awards et 12 Clio Awards pour ses spots publicitaires.
Il a joué dans un petit nombre de films, principalement de ceux qu'il a lui-même produit.

## Filmographie

### Comme réalisateur
- 1975 : Nymph
- 1976 : Northville Cemetery Massacre (en)
- 1981 : Elephant Parts (vidéo)
- 1981 : An Evening with Sir William Martin (vidéo)
- 1982 : Timerider, le cavalier du temps perdu
- 1983 : Nick Danger in The Case of the Missing Yolk (vidéo)
- 1984 : Garry Shandling: Alone in Vegas (TV)
- 1985 : Doctor Duck's Super Secret All-Purpose Sauce
- 1985 : Michael Nesmith in Television Parts (série télévisée)
- 1985 : Histoires fantastiques (série télévisée, épisode Papa, momie)
- 1987 : Bigfoot et les Henderson (Harry and the Hendersons)
- 1991 : Espion junior (If Looks Could Kill)
- 1992 : Covington Cross ("Covington Cross") (série télévisée)
- 1993 : The Hollywood Dog (série télévisée)
- 1993 : Journey to the Center of the Earth (TV)
- 1994 : Une équipe aux anges (Angels in the Outfield)
- 1997 : Beautés sauvages (Wild America)
- 1999 : La Ferme aux ballons (Balloon Farm) (TV)
- 2000 : Le père Noël a disparu (Santa Who?) (TV)
- 2005 : Leçons de vie (TV)
- 2006 : Evil Twins
- 2008 : The Perfect Game

### Comme acteur
- 1981 : Elephant Parts (vidéo)
- 1982 : Timerider, le cavalier du temps perdu : 3rd Technician
- 1987 : Bigfoot et les Henderson (Harry and the Hendersons) : Sighting Man
- 1990 : Darkman : Limo Driver
- 1991 : Espion junior (If Looks Could Kill) : Bomb Tester
- 1994 : Une équipe aux anges (Angels in the Outfield) : Toronto Manager
- 2000 : Le père Noël a disparu (Santa Who?) (TV) : Sparky
- 2005 : Leçons de vie (TV) : Spaceman

### Comme scénariste
- 1976 : Northville Cemetery Massacre (en)
- 1981 : An Evening with Sir William Martin (vidéo)
- 1981 : Elephant Parts (vidéo)
- 1982 : Timerider, le cavalier du temps perdu
- 1987 : Bigfoot et les Henderson (Harry and the Hendersons)
- 2006 : Evil Twins

### Comme producteur
- 1976 : Northville Cemetery Massacre (en)
- 1981 : An Evening with Sir William Martin (vidéo)
- 1987 : Bigfoot et les Henderson (Harry and the Hendersons)